# Antiochos XI
Pour les articles homonymes, voir Antiochos et Philadelphe.
Antiochos XI Philadelphe (« Qui aime son frère ") est un roi séleucide qui règne de 94 à 93 av. J.-C.

## Biographie
Il est le fils d'Antiochos VIII et le frère de Séleucos VI. Avec l'un de ses frères, son jumeau Philippe Ier, il prend le titre de roi (94 av. J.-C.) et entre en lutte contre Antiochos X, son cousin, qui vient de s'emparer du trône. Pour ajouter à la confusion un quatrième fils d'Antiochos VIII, Démétrios III se proclame roi à Damas qu'il enlève, avec l'aide de Ptolémée X vers 95. Antiochos XI et Philippe Ier sont vainqueurs d'Antiochos X.
Antiochos XI et Philippe se vengent cruellement de la ville de Mopsueste dont les habitants ont  brûlé vif leur frère Séleucos VI en la détruisant entièrement. En 93, Antiochos XI se noie accidentellement dans l'Oronte.